# Abdelkader Merabet
Abdelkader Merabet, né le à Oran, est un coureur cycliste algérien.
et mort le 20 août 2025

## Biographie
Abdelkader Merabet, un ancien coureur cycliste oranais,
Abdelkader Merabet, ancien international algérien des années soixante, ex-sélectionneur national de l’équipe féminine et entraîneur du club d’Oran de cyclisme.